# 管制塔
管制塔（日语：／ Kanseitō）是一部由三木孝浩執導，山崎賢人和橋本愛主演的2011年日本电影。電影以日本樂團Galileo Galilei的歌曲《管制塔》為主題。

## 劇情簡介
“作為一個僅僅15歲，什麼也做不了的普通少年，現在，我能為小米做的，只有做樂曲和繼續唱下去。” 主人公中學生藤田駈成長在日本最北端的城市，稚內。藤田在平淡無奇的生活中感受不到任何歸屬感，直到他遇到了轉校生瀧本瑞穗，一個像動畫片姆明裡的小米一樣的女孩。一天，藤田偶然在家裡的倉庫發現了舊吉他，於是他和瀧本決定組建樂隊，接下來會發生什麼呢？

## 製作背景
電影以正處嚴寒冬季的Galileo Galilei故鄉北海道稚內市為舞台，講述了對未來迷茫的孤獨少年藤田駈（山崎賢人飾）與轉校女生瀧本瑞穂（橋本愛飾）通過追求音樂的夢想，將二人的心緊密聯結的純愛物語。
電影根據Galileo Galilei的同名歌曲「管制塔」歌詞內容延展編創而成，講述青春期少男少女以樂抒懷的故事，帶著些許自傳性的元素，具象化了樂隊的音樂世界。對於創作這個故事的起源，導演三木孝浩表示說：「去看Galileo Galilei演出時，對於他們『在什麼地方長大』這個問題產生了興趣。」「雖說物質生活富足，但十幾歲的少年人都會有無人理解自己的感覺，電影描寫的正是這份感覺，希望無論是否為Galileo Galilei的樂迷，大家都能來看這部具有普遍性的電影。」
由於影片從頭至尾都在冬天的稚內市作為外景地進行拍攝，過程中山崎賢人曾說：“太冷了，嘴凍僵了，台詞也說不流利了，穿著戲服，真是太難受了。”橋本愛則笑著說：“初頭真是冷得不行，後來反而習慣了。結果回來以後，上體育課時只有我還穿著短袖衫。”對於和山崎賢人的合作，橋本則回憶道：“第一次見面時還擔心能和他好好對話嗎？合作要不要緊哪？不過拍攝過程中就了解到他是個親切的人。”山崎賢人則評價橋本愛“雖然比我還小一歲，不過非常成熟穩重。”

## 音樂
- 主題曲：Galileo Galilei《管制塔（日语：パレード (Galileo Galileiのアルバム)）》（Acoustic ver.）

## 主要角色
- 藤田駈：山崎賢人
- 瀧本瑞穗：橋本愛

## 外部連結
- 「管制塔」電影 索尼音樂娛樂官方網站 （页面存档备份，存于）
- 管制塔 - 豆瓣電影 （页面存档备份，存于）
- YouTube上的